# Pärlälvens fjällurskog
Pärlälvens fjällurskog är ett naturreservat i Jokkmokks kommun i Norrbottens län.
Området är naturskyddat sedan 2000 och är 1 158 kvadratkilometer stort. Reservatet omfattar urskogar, fjäll och våtmarker med myrar, sjöar, vattendrag och småtjärnar och med Pärlälven i sydost. Reservatet består av tall i dalbottnarna, gran på högre höjd och högst upp fjällbjörk. 